# 三輪小鷦鷯
三輪 小鷦鷯（みわ の おさざき、生年不明 - 舒明天皇8年（636年）3月）は、飛鳥時代（7世紀前半）の豪族。姓は君で小鷦鷯君とも表記する。

## 記録
『日本書紀』によると、舒明天皇の采女を犯したものがいて、罪状を取り調べ、全員が罪に服した。この時に三輪小鷦鷯が取り調べられたことを苦にして頸を刺して自殺した、とある。
この時期、天災が続出し、彗星が現れたり、一つの茎に二つの蓮の花が咲いたり、日蝕があったりした。また、同じ年に長雨があって洪水になり、岡本宮が火災に遭い、天皇は田中宮に遷っている。